# Pietro Carattoli

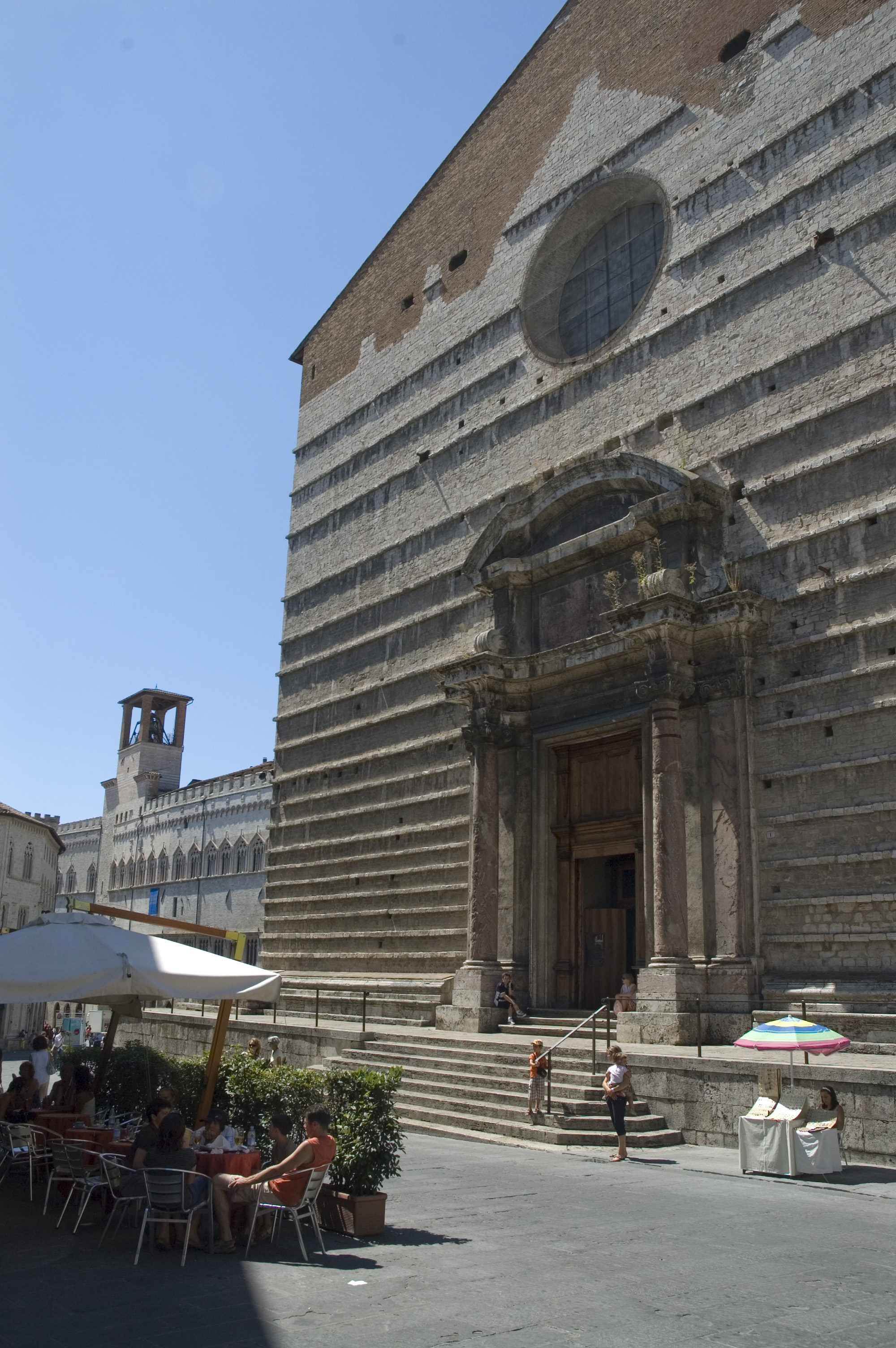
Il portale del Duomo di Perugia progettato da Pietro Carattoli nel 1729

Pietro Carattoli (Perugia, 1703 – Perugia, 1º febbraio 1766) è stato un architetto, decoratore e scenografo italiano.

## Vita
Fu allievo dell'architetto perugino Alessandro Baglioni e studiò a Bologna presso il Bibiena.

## Attività
L'attività del Carattoli si svolse quasi esclusivamente nella nativa Perugia.
Il primo lavoro che qui si documenta risale al 1724 quando dipinge la volta dell'oratorio della Confraternita dei Santi Simone e Fiorenzo presso la chiesa di San Simone.
Qualche anno dopo, nel 1729 realizzerà il portale barocco della facciata, mai completata, della basilica Cattedrale dove, insieme ad altri, affrescò le navate.
Lavorò verso il 1730 al centralissimo Palazzo Friggeri e fu probabilmente lui a progettare, in località San Martino Delfico, la residenza di campagna dei conti Donini, edificata a partire dal 1730 tra i ruderi del vecchio castello distrutto durante la guerra del sale del 1540.
Dopo il terremoto del 1741, al Carattoli fu affidata la demolizione e ricostruzione del secondo piano del Palazzo del Capitano del Popolo, nella centralissima piazza del Sopramuro (ora Matteotti), irreparabilmente danneggiato.
Nel decennio tra il 1748 e il 1758 eresse, su progetto dell'architetto romano Francesco Bianchi, il Palazzo Gallenga, già Antinori, di cui decorò le volte dell'appartemento nobile.
In quegli stessi anni realizzò nella sua città altri edifici fra cui Palazzo Donini in corso Vannucci e la Biblioteca del Monte, di cui progettò anche gli scaffali, tuttora il loco.
Nel 1750 dipinse, con finte architetture prospettiche, un «quadrilungo a volta» dell'oratorio della Confraternita del Santissimo Crocifisso di Santa Maria Nuova.
Sempre a Perugia, nel 1765, è impegnato nella ristrutturazione del cinquecentesco Palazzo Graziano Monaldi, nell'antica piazza "del Pane" (ora della Repubblica).
Su suo disegno viene internamente ristrutturata nel 1760 la chiesa di Santa Maria della Misericordia nell'ambito dell'omonimo complesso ospedaliero.
Lavorò anche per il ripristino dell'antica chiesa di San Francesco al Prato sul cui perimetro medievale nel 1740 costruì una nuova chiesa in stile barocco. Per San Domenico progettò l'altare maggiore e il ciborio, mentre nel chiostro architettò «un bel pozzo con 4 colonne architrave e parapetto di travertino».
Nel 1762, insieme a Francesco Appiani, realizzò la sacrestia degli oratorî della Confraternita disciplinata di S. Agostino - per la quale fece delle decorazioni prospettiche e il portico esterno del convento di San Girolamo. Sue decorazioni sono presenti nella chiesa di Santo Spirito edificata nel 1689.
Nel 1765, gli accademici del Casino decisero di affidare a Pietro Carattoli il progetto per un rinnovato e più ambizioso teatro. Nacque così il nuovo Teatro del Pavone, il primo grande teatro all'italiana realizzato in muratura in Umbria, al quale «gli diè la opportuna figura di ferro di cavallo».
Lo storico dell'arte Francesco Santi attribuisce ancora al Carattoli il progetto per la sistemazione del Palazzo Manzoni (Perugia), «certamente la personalità più eminente nella prima metà del Settecento. A costui probabilmente si deve non solo l'idea che ha guidato il restauro della facciata, ma anche il piano urbanistico che ha portato alla sistemazione delle scuderie e della piazza antistante».
Di lui ancora si segnalano le quadrature prospettiche nella cappella del Sacramento della Basilica di San Pietro, il rimaneggiamento della chiesa di Sant'Agostino e la ristrutturazione della chiesa di Santa Maria della Misericordia.
È forse suo anche il baldacchino sostenuto da angeli sulla parate dell'altare dell'oratorio della Congregazione dei nobili.
Ancora dipinse «ad arabeschi alla tedesca» la volta della cappella nel cortile del Collegio Gregoriano (detto Sapienza vecchia)
Dopo la sua morte, tra il 1768 e il 1770, i suoi disegni verranno utilizzati dal priore Filippo Rancati da Lodi per il rifacimento della chiesa di San Fiorenzo.
Lavorò anche ad Assisi dove, alla metà del settecento, progettò i due altari laterali della chiesa di Santa Maria sopra Minerva. Nel 1760, in occasione della ristrutturazione del refettorio "grande" del Sacro Convento disegnò la decorazione a stucco, poi realizzata da Vincenzo Cenci di Foligno, e decorò sulla parete est una finta architettura con la scena della Conferma della regola.
A Deruta restaurò il quattrocentesco palazzo municipale.
Suoi disegni sono conservati presso l'Accademia di Belle Arti di Perugia.

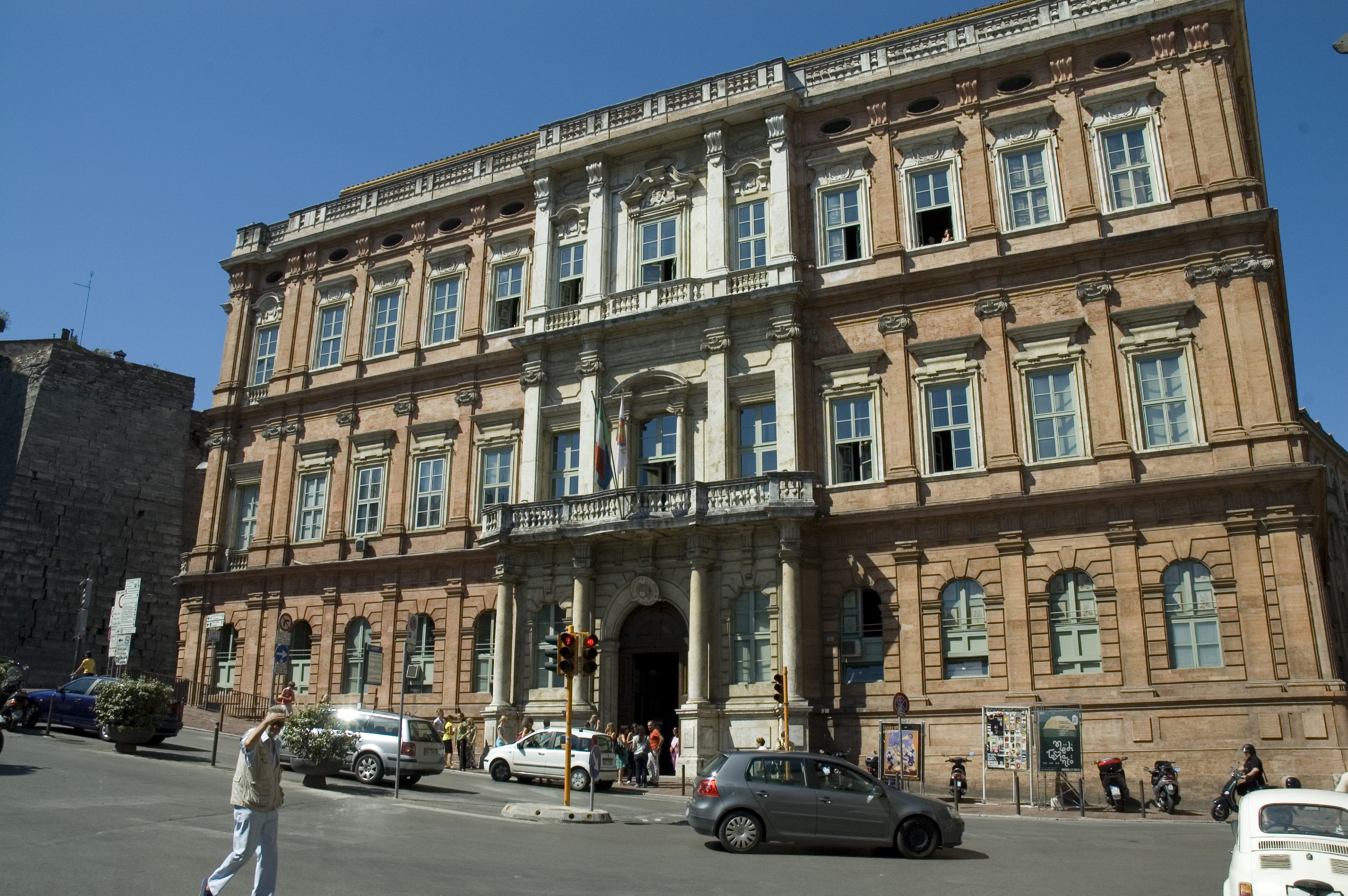
Palazzo Gallenga Stuart realizzato tra il 1748 e il 1758 dal Carattoli su progetto dell'architetto romano Francesco Bianchi
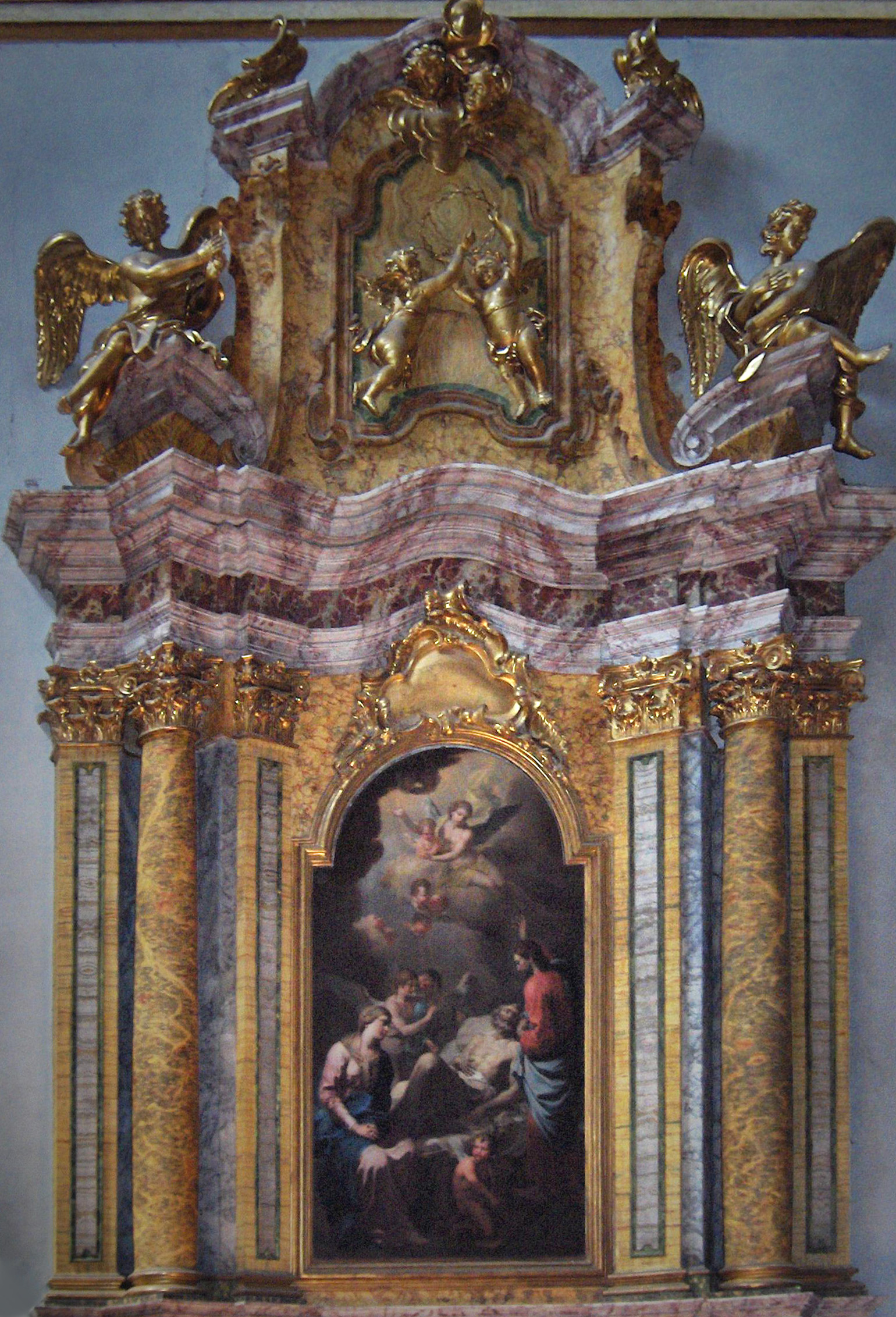
Altare laterale della chiesa di Santa Maria sopra Minerva ad Assisi
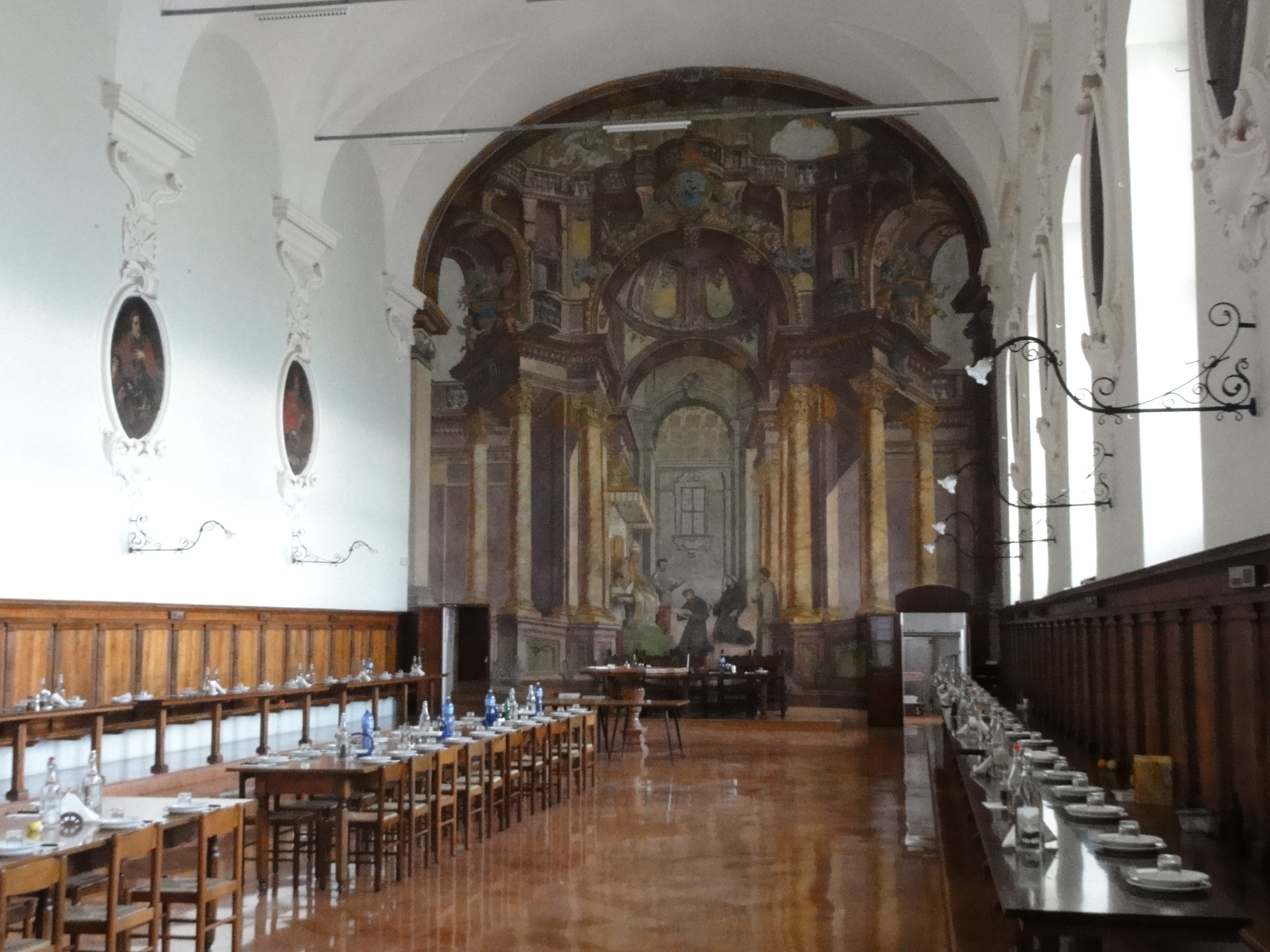
Reffettorio del Sacro Convento di Assisi con la decorazione del Carattoli (1760)